# John Edwin Holmes
John Edwin Holmes (* 28. Dezember 1809 in  Glastonbury, Connecticut; † 8. Mai 1863 in Annapolis, Maryland) war ein US-amerikanischer Politiker. Zwischen 1848 und 1850 war er Vizegouverneur des Bundesstaates Wisconsin.

## Werdegang
Im Alter von vier Jahren zog John Holmes mit seinen Eltern in den Staat New York.  Nach dem Tod seiner Eltern vier Jahre später wuchs er bei seinem Großvater auf. Er besuchte öffentliche Schulen und wurde 1833 zum Geistlichen ordiniert. Für einige Zeit predigte er in den Staaten Michigan und Ohio. Nach einem anschließenden Jurastudium wurde er in Illinois als Rechtsanwalt zugelassen. Politisch schloss er sich der Demokratischen Partei an. Er wurde Mitglied im Regierungsrat des Wisconsin-Territoriums.
1848 wurde der inzwischen in Jefferson ansässige Holmes an der Seite von Nelson Dewey zum ersten Vizegouverneur von Wisconsin gewählt. Dieses Amt bekleidete er zwischen 1848 und 1850. Dabei war er Stellvertreter des Gouverneurs und Vorsitzender des Staatssenats. Im Jahr 1852 wurde er in die Wisconsin State Assembly gewählt. Während des Bürgerkrieges trat er dem Heer der Union bei. Am 25. März 1863 geriet er in Brentwood (Tennessee) in Kriegsgefangenschaft. In der Gefangenschaft erkrankte er schwer. Am 5. Mai jenes Jahres kam er durch einen Gefangenenaustausch frei. Er wurde nach Annapolis gebracht, wo er am 8. Mai an den Folgen seiner Erkrankung verstarb.